# Riksföreningen Aktiva Synskadade
Riksföreningen Aktiva Synskadade är en fristående, ideell förening vars syfte är att främst hjälpa svenska barn och ungdomar med blindhet eller synskada till en aktiv fritid samt att medverka till ökad förståelse och jämställdhet mellan synskadade och seende. Aktiva Synskadade arbetar även med att stötta vuxna synskadade eller föräldrar till synskadade barn och ungdomar.  
Föreningen bildades 1969 och hette fram till år 2000 Blinda Barns Utveckling (BBU). Nästan alla styrelsemedlemmar och flera av ledarna är själva synskadade.

## Verksamheter
Föreningen har två lägergårdar, Mälargårdarna i Torsvi, Enköping. Där bedrivs helgverksamhet och läger på loven för de synskadade barnen och ungdomarna med familj. 
Exempel på återkommande aktiviteter är:
- Träffpunktshelg
- Musikhelg
- Dykhelg
- Skidåkning
- Lilla Julafton
- Familjeläger
- Motoraktiviteter

Även syntolkade teaterbesök och besök på museer förekommer.
Större och mindre resor/utflykter görs, till bland annat Legoland, Tomteland, Storsjöyran. 
Flera spelare i IFAS, Aktiva Synskadades idrottsförening har tagit medalj i olika internationella tävlingar i Goalball.
Exempel på återkommande veckoaktiviteter:
- Simning
- Goalball
- Showdown
- Fäktning i blindo

## Finansiering
Finansieringen sker huvudsakligen genom insamlingar och varuförsäljning per telefon. Insamlingarna är kontrollerade av Svensk insamlingskontroll.